# Колесник, Василий Степанович
Василий Степанович Колесник (1923, Боровая — 10 августа 1945, Шэбентунь, Мишань, провинция Объединённая Дунмань, Маньчжоу-го (ныне городской уезд Мишань, городской округ Цзиси, провинция Хэйлунцзян, Китай)) — участник Советско-японской войны, сапёр 75-го отдельного пулемётного батальона 112-го укреплённого района 1-й армии 1-го Дальневосточного фронта, ефрейтор. Закрыл своим телом амбразуру пулемёта.

## Биография
Родился в 1923 году в селе Боровая на востоке Харьковской губернии, ныне посёлок Боровая Украины, в семье крестьянина.
Окончил семь классов, затем работал трактористом. В 1942 году призван в РККА, отправлен на Дальний Восток.
9 августа 1945 года началась Советско-японская война. 112-й укреплённый район вошёл в северную группу прикрытия удара основной группировки сил 1-й Краснознамённой армии. Перед группой прикрытия стояла задача сковывания сил противника в Мишаньском укреплённом районе и, согласно поставленной задаче, утром 9 августа советские войска принялись штурмовать укрепления. Бои продолжались и на следующий день.
Ефрейтор Колесник был отряжен в разведку инженерных препятствий. Под пулемётным огнём, он установил наличие электротока в заграждениях, сделал три прохода в проволочном заграждении и в минном поле, и во главе подразделения пополз к ДОТу, откуда и вёлся огонь. Василий Колесник метнул в ДОТ одну за другой две связки гранат, но огонь противника продолжался. Тогда ефрейтор Колесник подобрался к ДОТу и закрыл его амбразуру своим телом.
Был похоронен в селе Турий Рог Ханкайского района Приморского края.
Указом Президиума Верховного Совета СССР от 8 сентября 1945 года за образцовое выполнение боевых заданий командования на фронте борьбы с японскими милитаристами и проявленные при этом мужество и героизм ефрейтору Колеснику Василию Степановичу посмертно присвоено звание Героя Советского Союза.

## Память
- Именем Героя в 1971 году названа улица во Владивостоке[2] и школа в селе Турий Рог.
- Памятник и мемориальные доски установлены в сёлах Боровая и Турий Рог и во Владивостоке.
- Пробитый пулями комсомольский билет Василия Колесника хранится в Центральном музее Вооружённых Сил РФ.